# Église Gesù e Maria
 (février 2023).
Si vous disposez d'ouvrages ou d'articles de référence ou si vous connaissez des sites web de qualité traitant du thème abordé ici, merci de compléter l'article en donnant les références utiles à sa vérifiabilité et en les liant à la section « Notes et références ».
L'église Gesù e Maria dont le nom complet est église Santi Nomi di Gesù e Maria (en français : église des saints Noms de Jésus et Marie) est une église romaine dédiée à Jésus et à la Vierge Marie située dans le rione de Campo Marzio. Depuis 1967, elle est le siège du titre cardinalice de Santissimi Nomi di Gesù e Maria in Via Lata.

## Historique
L'église occupe une partie d'un terrain sur lequel se trouvait, au début du XVIIe siècle, une villa avec jardin appartenant à Antonio Orsini, neveu du cardinal Flavio Orsini. La terre et ses bâtiments sont achetés par les augustins déchaux en 1615, pour construire leur maison-mère et un lieu pour la formation des séminaristes.
L'église est construite en deux périodes différentes ; en attendant, il est construit une petite chapelle dédiée à Saint Antoine le Grand, donnant sur la Via del Babuino et qui est détruite par la suite. La construction commence par la pose de la première pierre le 3 avril 1633 et la première tranche des travaux conçue par Carlo Buzio, est achevée fin 1635. Le 17 janvier 1636, le transfert solennel a lieu de l'église Saint Antoine à la nouvelle église, qui est dédiée aux noms de Jésus et de Marie. L'église, à laquelle il manque la partie finale et la façade, est achevée trente ans plus tard, sous la direction de Carlo Rainaldi entre 1671 et 1674. L'église est solennellement consacrée le 28 janvier 1675. Entre 1678 et 1690, l'intérieur du bâtiment est décoré de marbre grâce à la munificence de l'évêque de Rieti, Giorgio Bolognetti. Le 7 juin 1967, le pape Paul VI érige le titre cardinalice de Santissimi Nomi di Gesù e Maria in Via Lata avec siège dans l'église Gesù e Maria.

## Façade

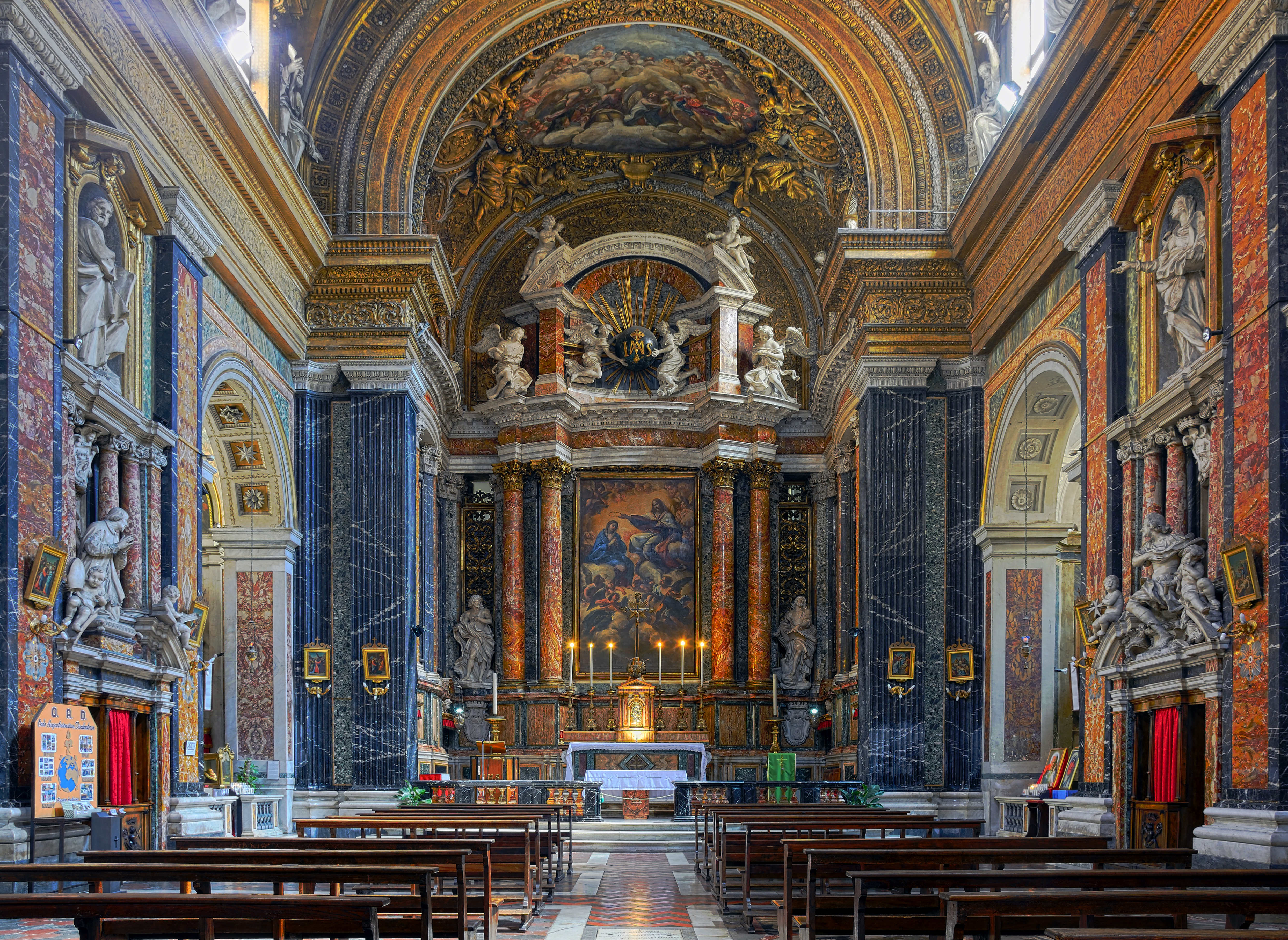
intérieur de l'église

La façade de l'église, de Carlo Rainaldi, est en travertin et en briques. Le portail est surmonté d'un fronton circulaire, un peu plus haut se trouve une fenêtre rectangulaire ; la façade est flanquée de quatre pilastres corinthiens qui soutiennent l'entablement avec l'inscription Iesu et Mariae ; un grand tympan triangulaire en couronnement.

## Intérieur
L'église a une seule nef avec une voûte en berceau et trois chapelles de chaque côté. La voûte est décorée par Giacinto Brandi avec une toile représentant la Glorification de la Vierge avec les quatre évangélistes ; sur la corniche, les statues en stuc représentant les prophètes et autres personnages de l'Ancien Testament.
Sur le côté gauche de l'église se trouvent les chapelles dédiées à saint Thomas de Villeneuve, saint Joseph et la Madone de l'aide divine. Entre les chapelles, il y a deux monuments funéraires : le premier est dédié à Ercole et Luigi Bolognetti, frères du bienfaiteur de l'église, Giorgio Bolognetti, dont le monument funéraire est situé entre la chapelle de saint Joseph et celle de la Vierge.
Sur le côté droit de l'église sont les chapelles dédiées au Crucifix, à saint Nicolas de Tolentino et à sainte Anne. Parmi eux, deux monuments funéraires: le premier consacré à Pietro et Francesco Bolognetti (par Francesco Cavallini en 1681), le second à Fra Mario Bolognetti (de Francesco Aprile), exemples parmi les plus caractéristiques de la sculpture baroque funéraire.
Le maître-autel est caractérisé par la grandeur et la richesse des matériaux utilisés. Le retable est de Giacinto Brandi et représente le couronnement de la Vierge (1679).

## Galerie

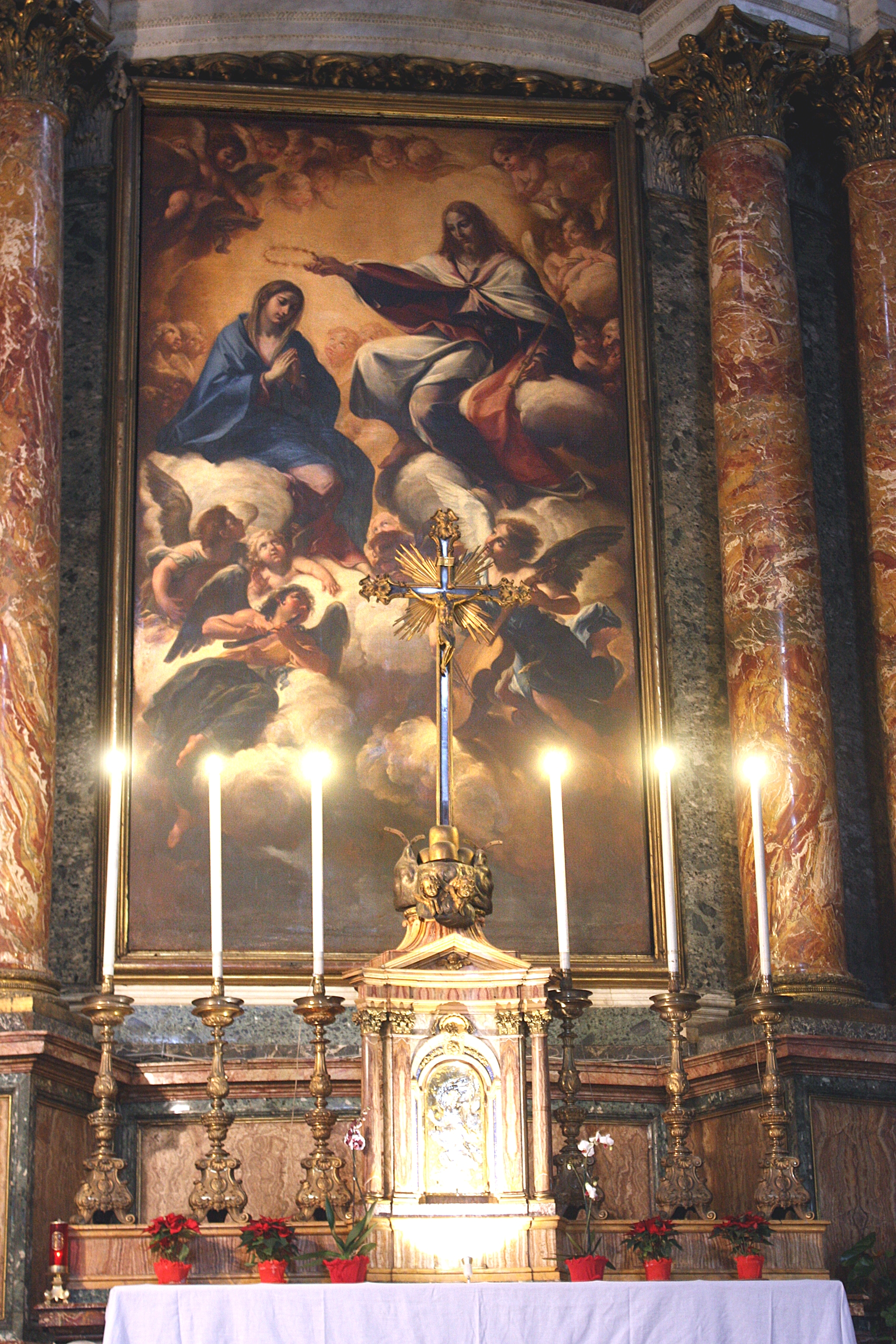
détail du maître-autel
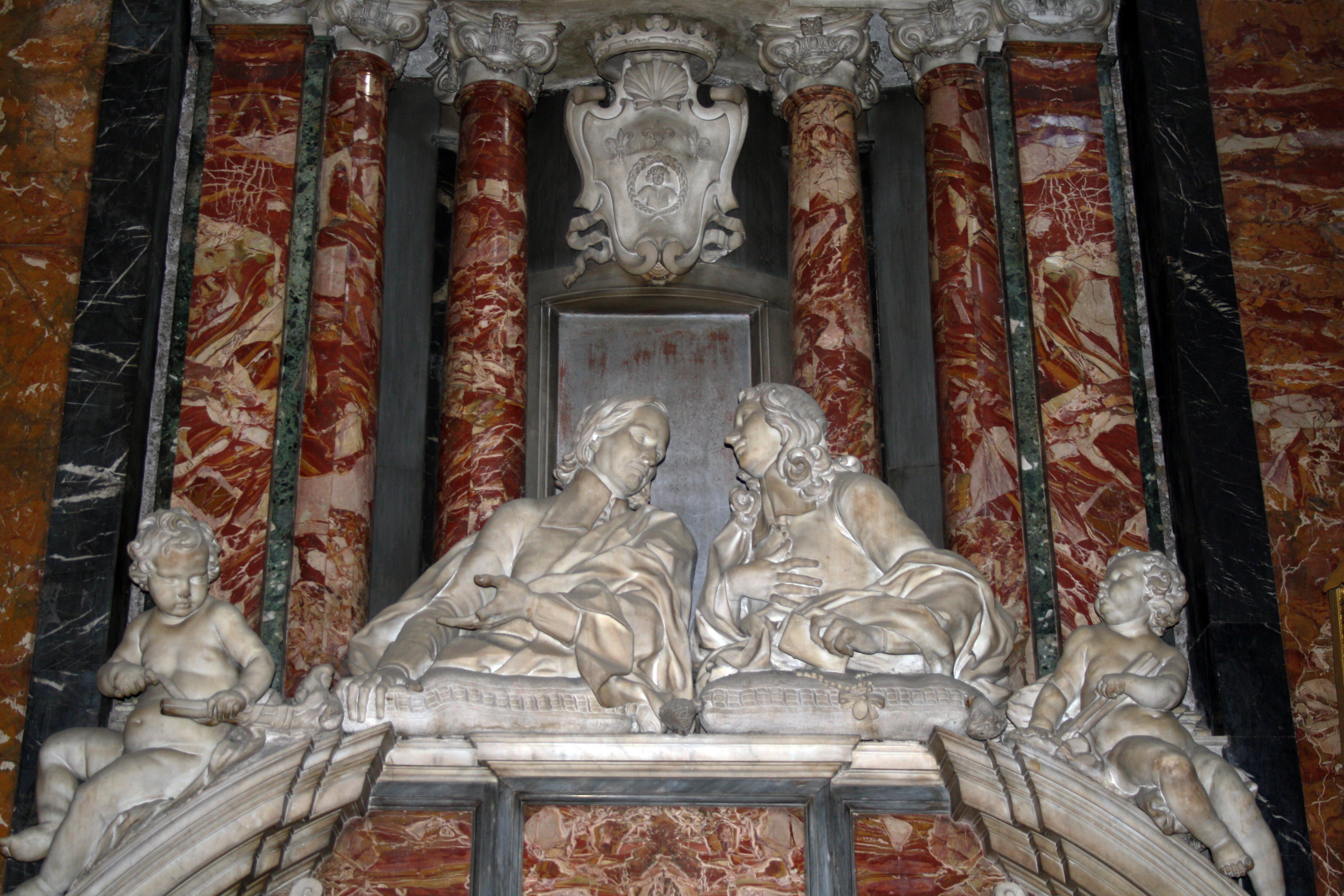
tombeau des frères Bolognetti
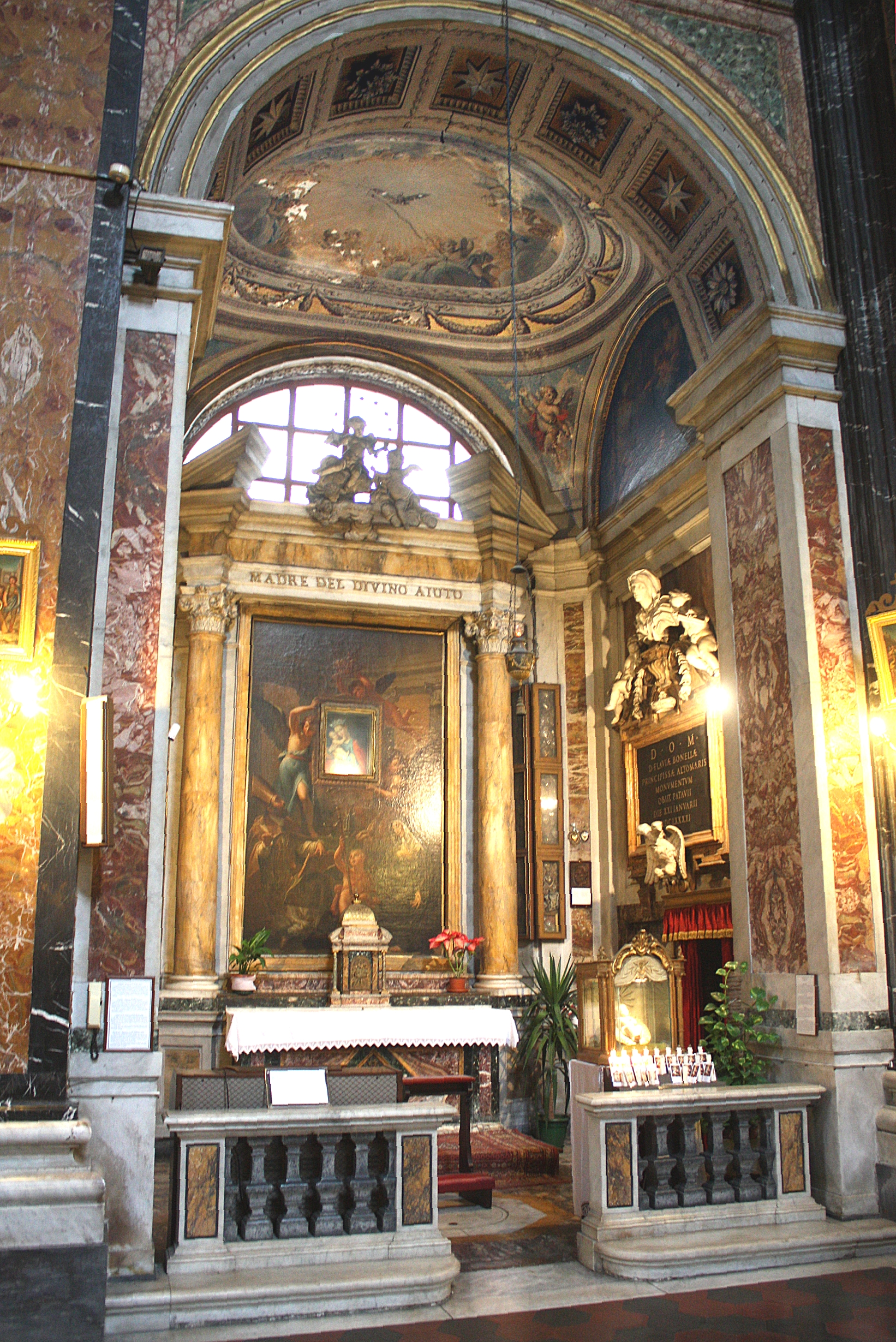
chapelle de la Vierge
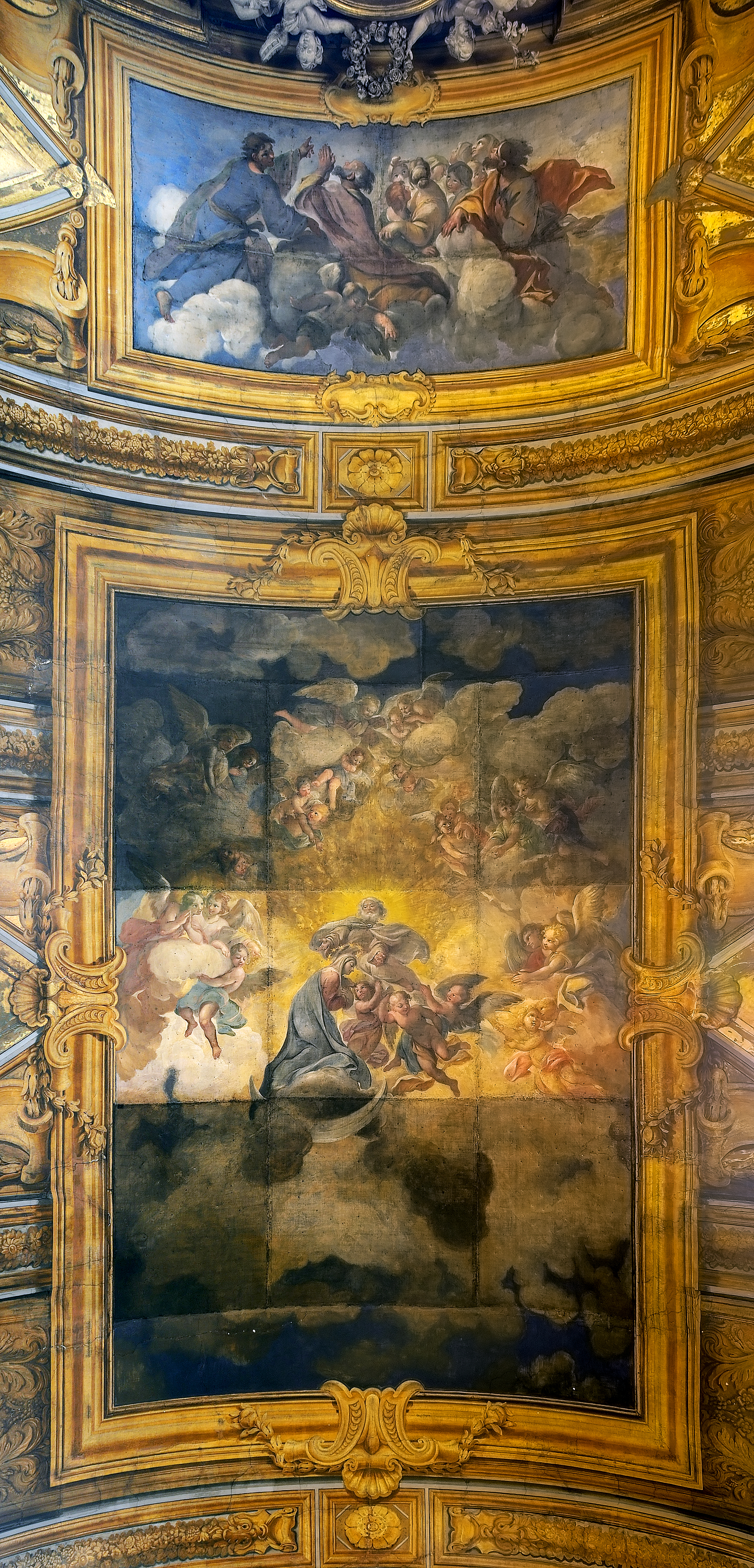
plafond